# Harszawarman III
Harszawarman III (ur. ?, zm. 1080) – władca imperium khmerskiego w latach 1066–1080.

## Życiorys
Przejął władzę po śmierci starszego brata Udajaditjawarmana II. Rezydował w Jaszodharapurzę.
Za jego panowania wybuchło wiele buntów, które przyczyniły się do osłabienia pozycji króla oraz destabilizacji Angkoru.
Między 1074 a 1080 musiał stawić czoła inwazji Czampy na jego państwo. Najeźdźcy zniszczyli wiele świątyń oraz uprowadzili wielu niewolników.
W 1076 roku dokonał nieudanej inwazji na Tonkin, gdyż atakowanych wsparły posiłki chińskiej dynastii Song.
Był wyznawcą hinduizmu.
Zmarł w 1080 roku, a władzę przejął uzurpator Dżajawarman VI.